# Norbert Reichling
Norbert Reichling (* 1. Oktober 1952; † 15. September 2024) war ein deutscher Sozialwissenschaftler und politischer Erwachsenenbildner.

## Leben und Beruf
Norbert Reichling wuchs in Wuppertal auf und studierte Politikwissenschaft, Soziologie und Publizistik an der Universität Münster (M.A.). Er wurde 1983 an der Gesamthochschule Paderborn mit der von Arno Klönne betreuten Dissertation Akademische Arbeiterbildung in der Weimarer Republik zum Dr. phil. promoviert.
Von 1979 bis 2018 war er als pädagogischer Mitarbeiter im Leitungsteam des Bildungswerks der Humanistischen Union NRW in Essen tätig. Von 1997 bis 2001 war er Redaktionsmitglied des jährlich publizierten Grundrechte-Reports mehrerer deutscher Bürgerrechtsorganisationen. Von 2008 bis 2010 war er zudem als wissenschaftlicher Mitarbeiter im Forschungsprojekt „Erinnerungskultur und Zivilgesellschaft in Ostdeutschland – Lokale Erfahrungen“ tätig.
Von 2006 bis 2020 war Reichling ehrenamtlicher Leiter des Jüdischen Museums Westfalen in Dorsten und Vorsitzender des dortigen Trägervereins, außerdem Vorstandsmitglied der Humanistischen Union NRW sowie (bis 2022) des Arbeitskreises der NS-Gedenkstätten und -Erinnerungsorte NRW.
Reichling war Lehrbeauftragter an den Universitäten Duisburg-Essen und Dortmund und verfasste mehrere Bücher, Expertisen und zahlreiche Fachaufsätze sowie Handbuch-Beiträge zur Gegenwart und Geschichte der Erwachsenenbildung, der politischen Bildung, zu Weiterbildungspolitik, Bildungsurlaub, biografischem Lernen, Zeitgeschichte von Bundesrepublik und DDR, Gedenkstättenpädagogik, jüdischer Geschichte und Geschichtskultur.

## Schriften (Auswahl)
- Johann Plenge und die Akademischen Gewerkschaftskurse in Münster. In: Lothar Kurz (Hrsg.): 200 Jahre zwischen Dom und Schloß. Ein Lesebuch zu Vergangenheit und Gegenwart der Westfälischen Wilhelms-Universität Münster. Münster 1980, S. 64–76.
- Akademische Arbeiterbildung in der Weimarer Republik (= Arbeiterkultur, Band 10). Lit, Münster 1983, ISBN 3-88660-111-0.
- Der Antifaschismus als Grundtorheit unserer Epoche? Zu Risiken und Nebenwirkungen der „wehrhaften Demokratie“. In: Vorgänge, Heft 124 (Dezember 1993), S. 38–53 (online).
- mit Paul Ciupke: „Unbewältigte Vergangenheit“ als Bildungsangebot. Das Thema „Nationalsozialismus“ in der westdeutschen Erwachsenenbildung 1946 bis 1989. Deutsches Institut für Erwachsenenbildung (DIE), Frankfurt am Main 1996, ISBN 3-88513-102-1.
- Freiwillige Bildungsurlaubsstandards? Chancen und Grenzen von Qualitätsvereinbarungen für die Arbeitnehmerweiterbildung. (= Werkhefte für politische Bildung und Arbeitnehmerweiterbildung, Heft 4). Forschungsinstitut für Arbeiterbildung, Recklinghausen 1997, ISBN 3-925724-07-9.
- mit Heidi Behrens-Cobet: Biographische Kommunikation. Lebensgeschichten im Repertoire der Erwachsenenbildung. Luchterhand, Neuwied 1997, ISBN 3-472-02897-1.
- Ziele und Erwartungshorizonte politischer Erwachsenenbildung. In: Wolfgang Beer und andere (Hrsg.): Handbuch politische Erwachsenenbildung. Wochenschau-Verlag, Schwalbach/Ts. 1999, ISBN 3-87920-622-8, S. 145–165
- Neue Lernarrangements in Kultureinrichtungen. Bildungswerk der Humanistischen Union, Essen 2002, ISBN 3-8311-3560-6 (mit Heidi Behrens und Paul Ciupke)
- Erinnerungsorte der DDR-Geschichte, in: Deutschland Archiv, Heft 5/2002
- mit Paul Ciupke, Bernd Faulenbach und Franz-Josef Jelich (Hrsg.), Erwachsenenbildung und politische Kultur in Nordrhein-Westfalen. Themen – Institutionen – Entwicklungen seit 1945, Essen 2003
- Von Bar Mizwa bis Zionismus. Jüdische Traditionen und Lebenswege in Westfalen. Verlag für Regionalgeschichte, Bielefeld 2007, ISBN 978-3-89534-673-6 (mit Johanna Eichmann und Thomas Ridder)
- Hrsg. mit Heidi Behrens und Paul Ciupke: Lernfeld DDR-Geschichte. Ein Handbuch für die politische Jugend- und Erwachsenenbildung. Schwalbach/Ts. 2009, ISBN 978-3-89974-456-9.
- Die Ausstellung „Synagoga“ – Annäherungen an das Judentum 1960, in: Hartmut Steinecke/Iris Nölle-Hornkamp (Hrsg.), Jüdisches Kulturerbe in Westfalen, Bielefeld 2009
- Hrsg. mit Svetlana Jebrak: Angekommen?! Lebenswege jüdischer Einwanderer. Berlin 2010, ISBN 978-3-941450-23-3.
- „Wenn man diesen Irrsinn einfach nur benannte…“. Der oppositionelle ,Montagskreis‘ in Meiningen, in: Forschungsjournal Neue Soziale Bewegungen, Heft 2-2010, [./Ttp://forschungsjournal.de/sites/default/files/archiv/fjsb%202010%202.pdf http://forschungsjournal.de/sites/default/files/archiv/fjsb_2010_2.pdf]
- Der Montagskreis Meiningen in den 80er Jahren, Erfurt 2011, https://www.academia.edu/95746193/Der_Montagskreis_in_Meiningen
- Hrsg. mit Kerstin Engelhardt: Eigensinn in der DDR-Provinz. Vier Fallstudien zu Nonkonformität und Opposition. Schwalbach/Ts. 2011, ISBN 978-3-89974-681-5. (zu Inhaltsüberblick und Leseprobe)
- Modernisierung oder Neuformatierung? Was Gedenkstätten für ihre reflexive Weiterentwicklung (nicht) brauchen, in: GedenkstättenRundbrief Nr. 164 (12/2011) S. 3–8 (mit Ulrike Schrader) – online hier https://www.gedenkstaettenforum.de/nc/gedenkstaetten-rundbrief/rundbrief/news/modernisierung_oder_neuformatierung_was_gedenkstaetten_fuer_ihre_reflexive_weiterentwicklung/
- Blickwinkel – Blickwechsel. Perspektivisches Schreiben zur DDR-Geschichte. Vorschläge und Reflexionen. Essen/Recklinghausen 2012, ISBN 978-3-925724-63-3 (mit Heidi Behrens)
- Der „Bund“ – jugendbewegte Bildungsarbeit und Lebensreform im Ruhrgebiet, in: Paul Ciupke u. a. (Hrsg.): Historische Jugendforschung. Jahrbuch des Archivs der deutschen Jugendbewegung NF Bd. 8 (2011) – „Jugendbewegung und Erwachsenenbildung“ Schwalbach/Ts. 2012
- Zeitzeugenarbeit zur DDR-Geschichte in der außerschulischen politischen Bildung. Eine Analyse von Angeboten in fünf Bundesländern, in: Bildungswerk der Humanistischen Union / Bildungswerk Zeitpfeil (Hrsg.): Zeitzeugenarbeit zur DDR-Geschichte, Essen 2012 (mit Heidi Behrens und Paul Ciupke) – online hier
- „… und im Nachhinein ist man überrascht, wie viele Leute sich das auf die Fahnen schreiben und sagen, ich habe es gemacht.“ Akteursperspektiven auf die Etablierung und Arbeit von Gedenkstätten in Nordrhein-Westfalen, in: GedenkstättenRundbrief Nr. 171 (2013) (mit Heidi Behrens und Paul Ciupke), online
- Bildungsurlaub – Oldtimer oder Zukunftsmodell? Nutzungstendenzen, bildungspolitischer Rahmen und die politische Weiterbildung, in außerschulische bildung, Heft 1-2014 – online hier
- Weiterbildungsgesetz NRW: 40 Jahre – 15 Thesen, in: außerschulische Bildung. Heft 2-2015
- Zivilgesellschaft, Gedenkstätten und geschichtskulturelle Dynamik in der Bundesrepublik. Gründungsgeschichten und Lektionen, in: Gerd Steffens/Benedikt Widmaier (Hrsg.): Politische Bildung nach Auschwitz. Erinnerungsarbeit und Erinnerungskultur heute, Schwalbach/Ts. 2015
- Grenzen der Erinnerung – Chancen der Historisierung. Beobachtungen aus dem Blickwinkel eines Regionalmuseums jüdischer Kultur, in: Forum Geschichtskultur Ruhr, Heft 2/2016
- Anschauung – Unmittelbarkeit – Irritation. Außerschulisches Lernen an Orten deutscher Zeitgeschichte nach 1945, in: Anna von Arnim/Jens Hüttmann (Hrsg.): Diktatur und Demokratie im Unterricht: der Fall DDR, Berlin 2017 (mit Heidi Behrens)
- „Ich war ein seltener Fall.“ Die deutsch-jüdisch-polnische Geschichte der Leni Zytnicka, Essen 2018, ISBN 978-3-8375-1986-0 (mit Heidi Behrens).
- „Auf das Leben“ – neue Blickwinkel im Jüdischen Museum Westfalen, in: Heimatkalender der Herrlichkeit Lembeck und der Stadt Dorsten 2020, Dorsten 2019 (mit Cordula Lissner)
- Mehr Demokratie wagen oder mehr „QUANGOs“ riskieren? Zwischenfragen zu Demokratieförderung, Zivilgesellschaft und politischer Bildung, in: Vorgänge, Heft 235 (April 2022), online hier
- Hrsg. mit Paul Ciupke: Versachlichen – Deuten – Gegensteuern. Hans Tietgens und die politische Erwachsenenbildung. Bielefeld 2022. Als Open-Access-Veröffentlichung  hier
- „Das Private ist politisch“. Biographiearbeit und politische Bildung (mit Heidi Behrens), in: Dieter Nittel u. a. (Hrsg.): Handbuch Erziehungswissenschaftliche Biographieforschung und Biographiearbeit, Weinheim 2023
- „Umbau des ganzen Lebens“. Der Bund. Gemeinschaft für sozialistisches Leben – Kulturrevolution und Politik in einem Langzeitexperiment. Metropol Verlag, Berlin 2025, ISBN 978-3-86331-795-9.